# 岩淵令治
岩淵 令治（いわぶち れいじ、1966年 - ）は、日本近世史学者。

## 来歴
東京都出身。学習院大学文学部史学科卒業。東京大学大学院博士課程単位取得退学。その後博士（文学）。吉田伸之門下。江戸東京博物館、国立歴史民俗博物館を経て、学習院女子大学国際文化交流学部教授。専門は日本近世都市史。
ドイツ文学研究者の岩淵達治は父。

## 著書
- 『江戸武家地の研究』（塙書房、2004年）

## 共編著
- 『史跡で読む日本の歴史9－江戸の都市と文化』（吉川弘文館、2010年）
- 『歴史研究の最前線vol.13－資料で酒をよむ』（国立歴史民俗博物館、2011年）
- 『日本近世史』（日本放送出版会、2013年）
- 『「江戸」の発見と商品化－大正期における三越の流行創出と消費文化』（岩田書院、2014年）
- 『グローバル・ヒストリーと世界文学―日本研究の軌跡と展望』（勉誠出版、2018年）
- 『勤番武士の江戸滞在記－国枝外右馬江戸詰中日記』（勉誠出版、2021年）
- 『日本近世史を見通す4－地域からみる近世社会 』（吉川弘文館、2023年）